# دوغلاس إدواردز
دوغلاس إدواردز (بالإنجليزية: Douglas Edwards)‏ هو صحفي ومذيع أخبار أمريكي، ولد في 14 يوليو 1917 في أدا في الولايات المتحدة، وتوفي في 13 أكتوبر 1990 في نيويورك في الولايات المتحدة بسبب سرطان.

## روابط خارجية
- دوغلاس إدواردز على موقع ميوزك برينز (الإنجليزية)
- دوغلاس إدواردز على موقع قاعدة بيانات الفيلم (الإنجليزية)